# 山口治作
山口 治作（やまぐち じさく、1871年12月 - 没年不詳）は日本の銀行家。旧北海道銀行頭取。

## 略歴
1871年12月、富山県に山口孫八郎の次男として生まれ、1899年に家督を相続する。1894年に和仏法律学校邦語法律科（法政大学）を卒業し、日本銀行に入る。1918年に北海道銀行に移り、専務取締役に就任する。
北海道銀行頭取に就任後、1928年に金融恐慌で経営難になった百十三銀行と吸収合併し、新銀行の頭取に就任する。1932年、昭和恐慌による北海道銀行の経営難の責任を取って頭取を辞任する。なお、北海道銀行は1942年に一県一行主義という統制下のもと北海道拓殖銀行に吸収合併された。

## 参照
1. 1 2 3  人事興信録 第8版　山口治作
2. ↑  函館市史-百十三銀行の道銀合併
3. ↑  新札幌市史-北海道の銀行体系構想